# Iguànids
Els iguànids (Iguanidae) són una família de sauròpsids (rèptils) escatosos que inclou composta per les iguanes i espècies relacionades.

## Taxonomia
Hi ha dues classificacions: la "tradicional" i la presentada per Frost et al. (1989).
Frost et al. redefineixen aquesta família. Els gèneres que pertanyen a diferents subfamílies es reassignen a famílies separades. Com que aquest punt de vista no està acceptat per tothom es fa servir encara la classificació tradicional.

### Classificació tradicional
Família Iguanidae. Subfamílies:
- Corytophaninae
- Crotaphytinae
- Hoplocercinae
- Iguaninae
- Leiocephalinae
- Leiosaurinae
- Liolaeminae
- Oplurinae
- Phrynosomatinae
- Polychrotinae
- Tropidurinae

### Classificació de Frostet al.
La classificació de Frost et al., més un gènere addicional, es la adoptada per The Reptile Database. Inclou un total de 44 espècies.
Família Iguanidae. Gèneres:
- Amblyrhynchus
- Brachylophus
- Conolophus
- Cachryx
- Ctenosaura
- Cyclura
- Dipsosaurus
- Iguana
- Sauromalus
- Armandisaurus (extint)
- Gangiguana (extint)
- Lapitiguana (extint)
- Pumila (extint)

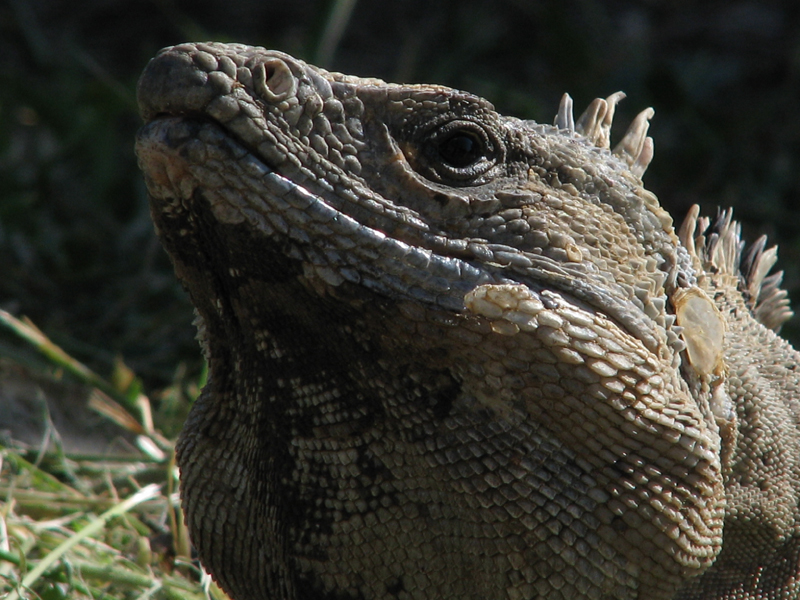
Ctenosaura similis, Tulum, Mèxic
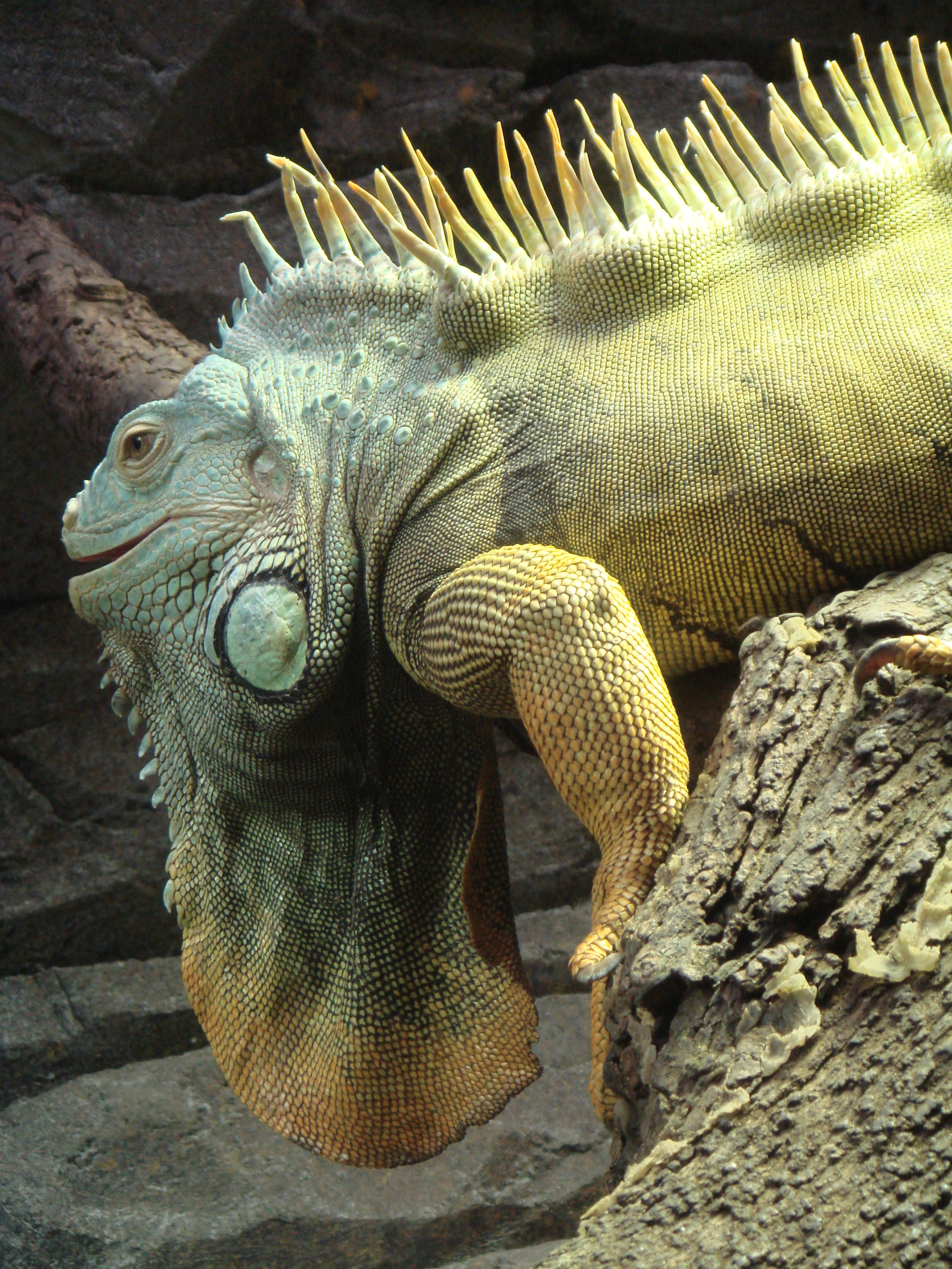
Iguana verda sp.
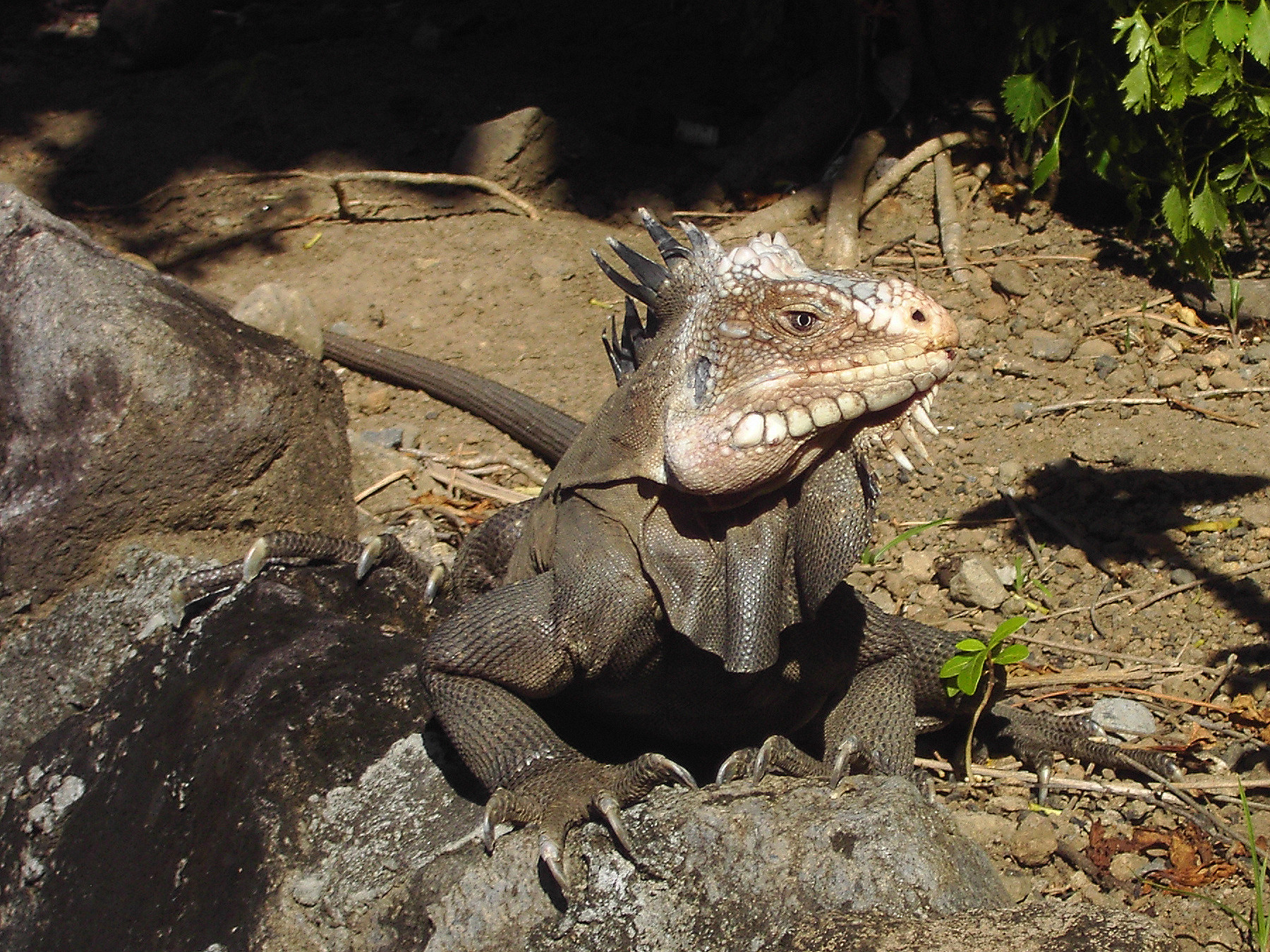
Lesser Antillean Iguana, Dominica.
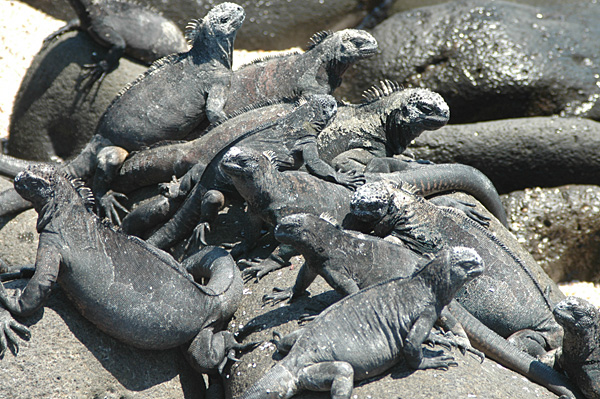
Iguana marina, illes Galápagos.
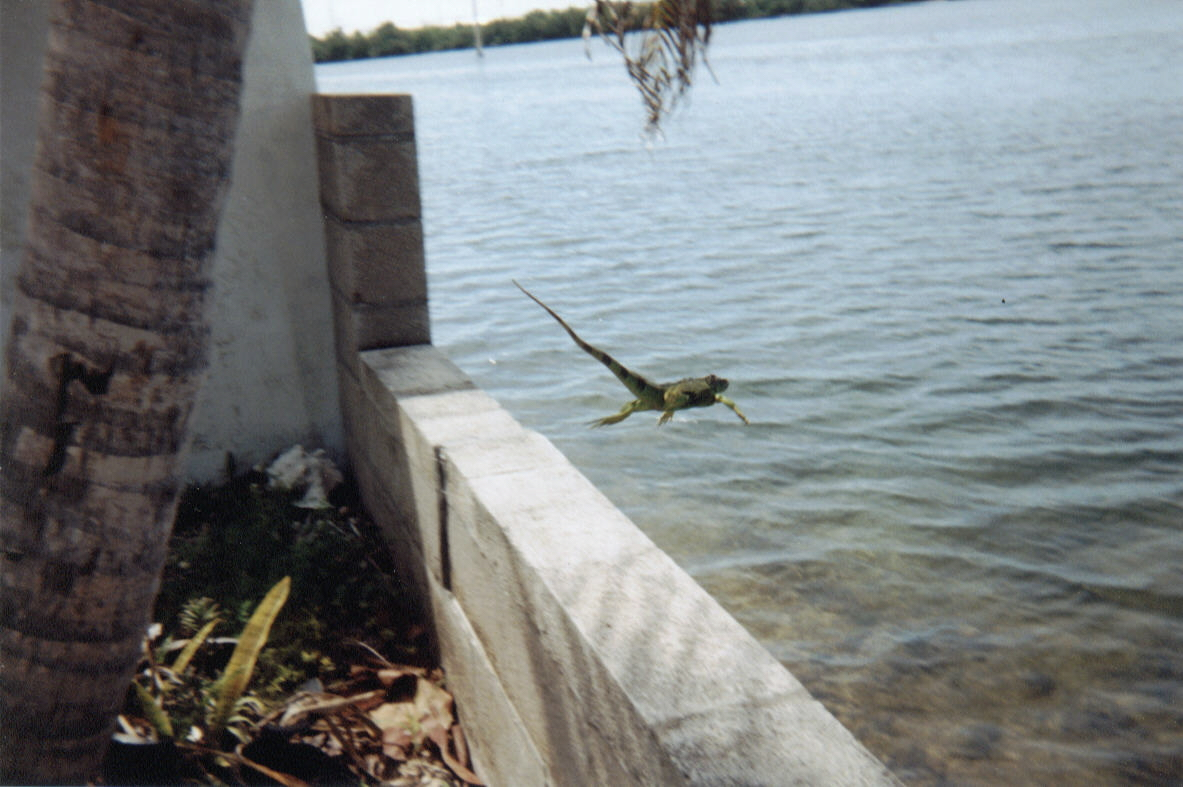
Iguana trobada a Florida Keys.
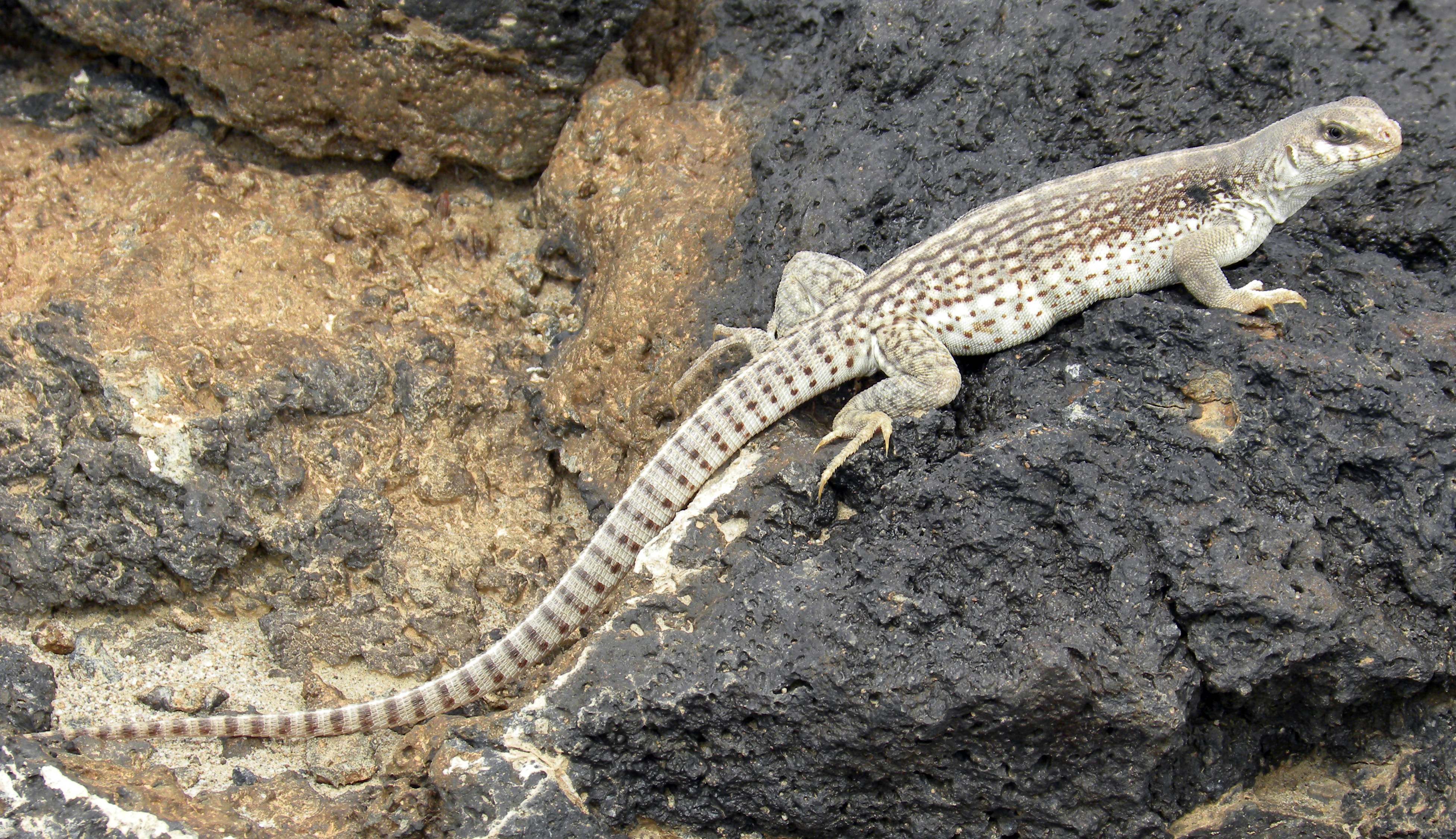
Una iguana de desert d'Amboy Crater, Califòrnia.
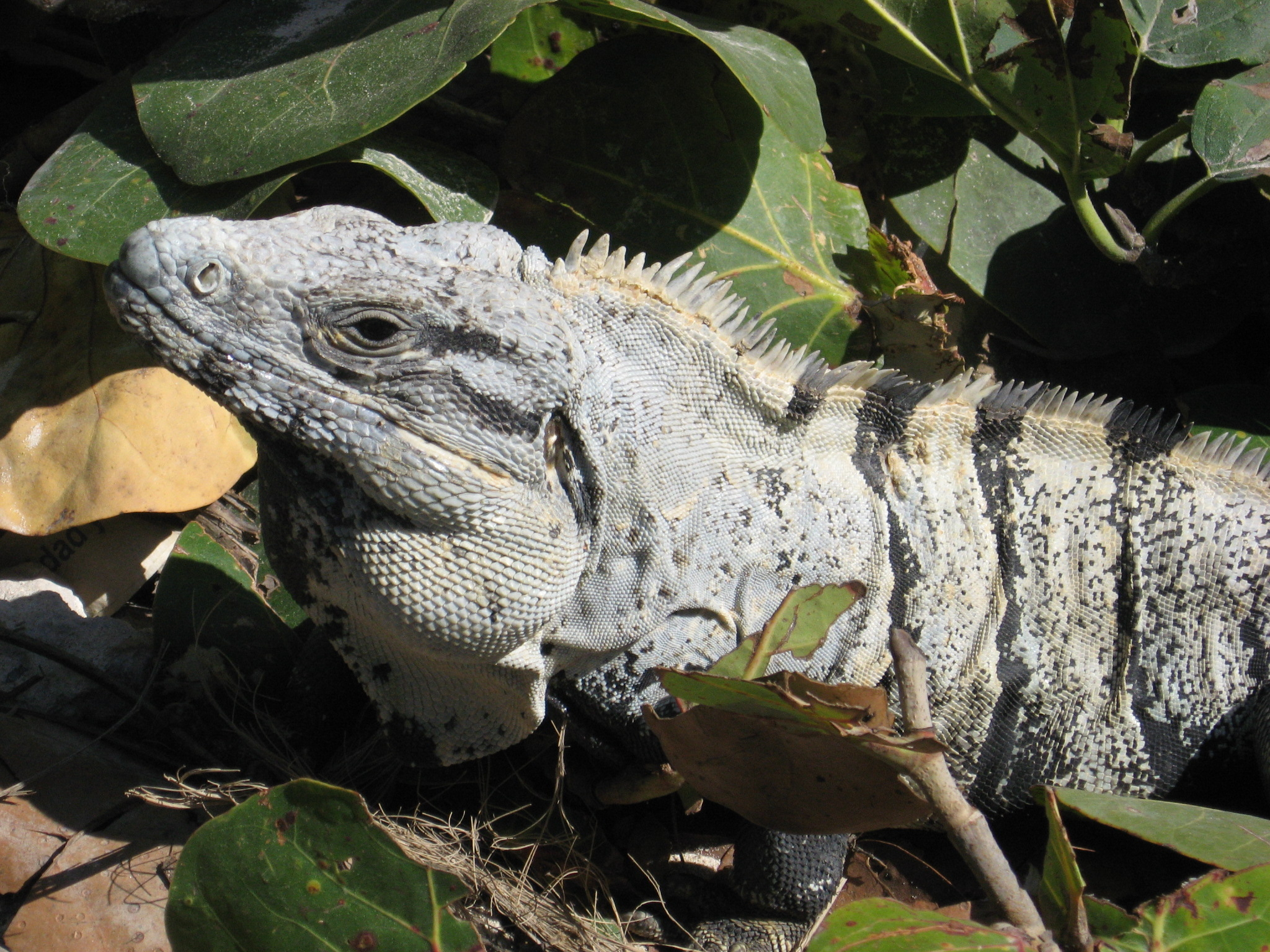
Ctenosaura similis, Tulum, Mèxic
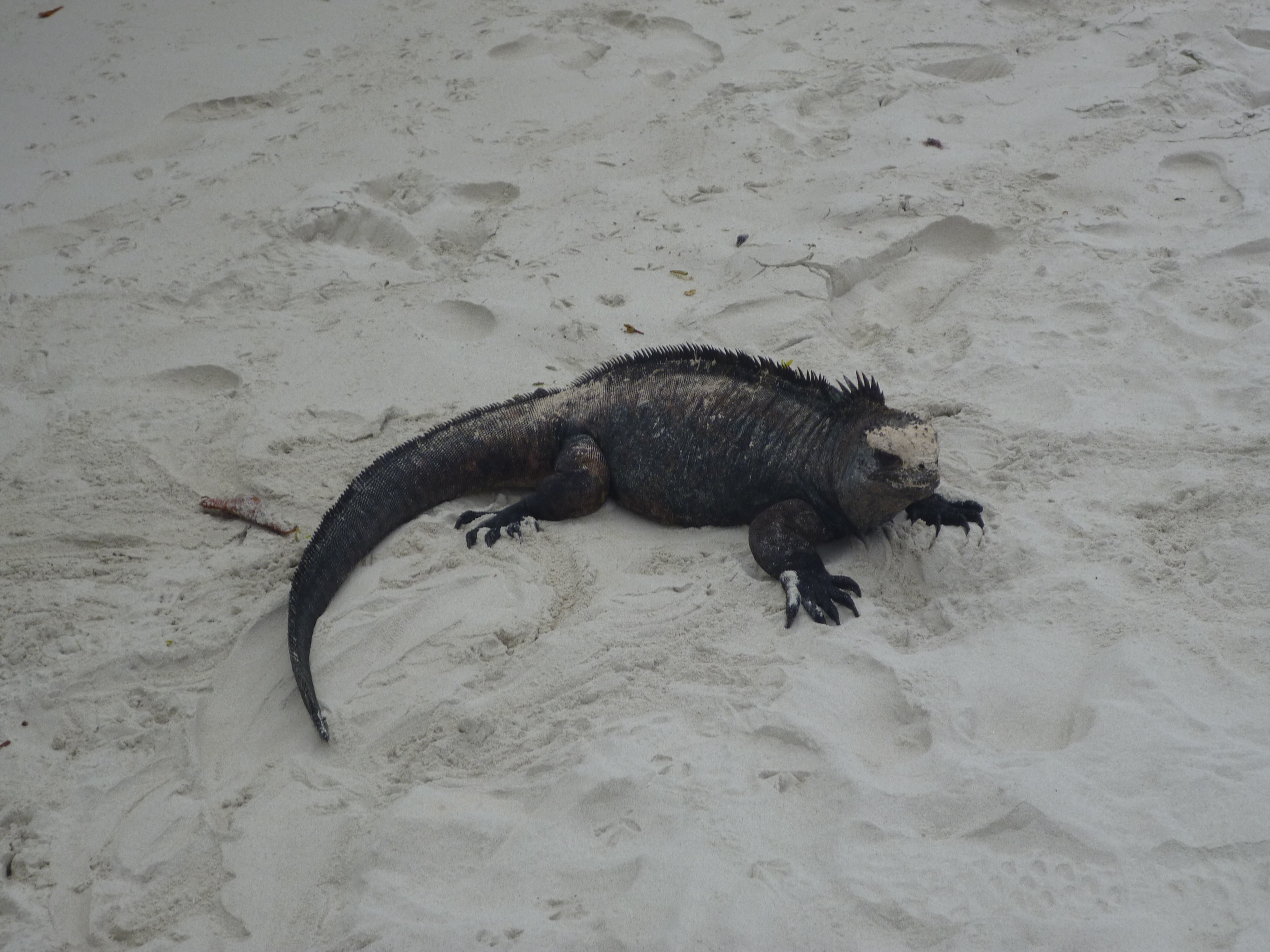
Iguana, Amblyrhynchus cristatus a Badia Tortuga, Santa Cruz (Galápagos)
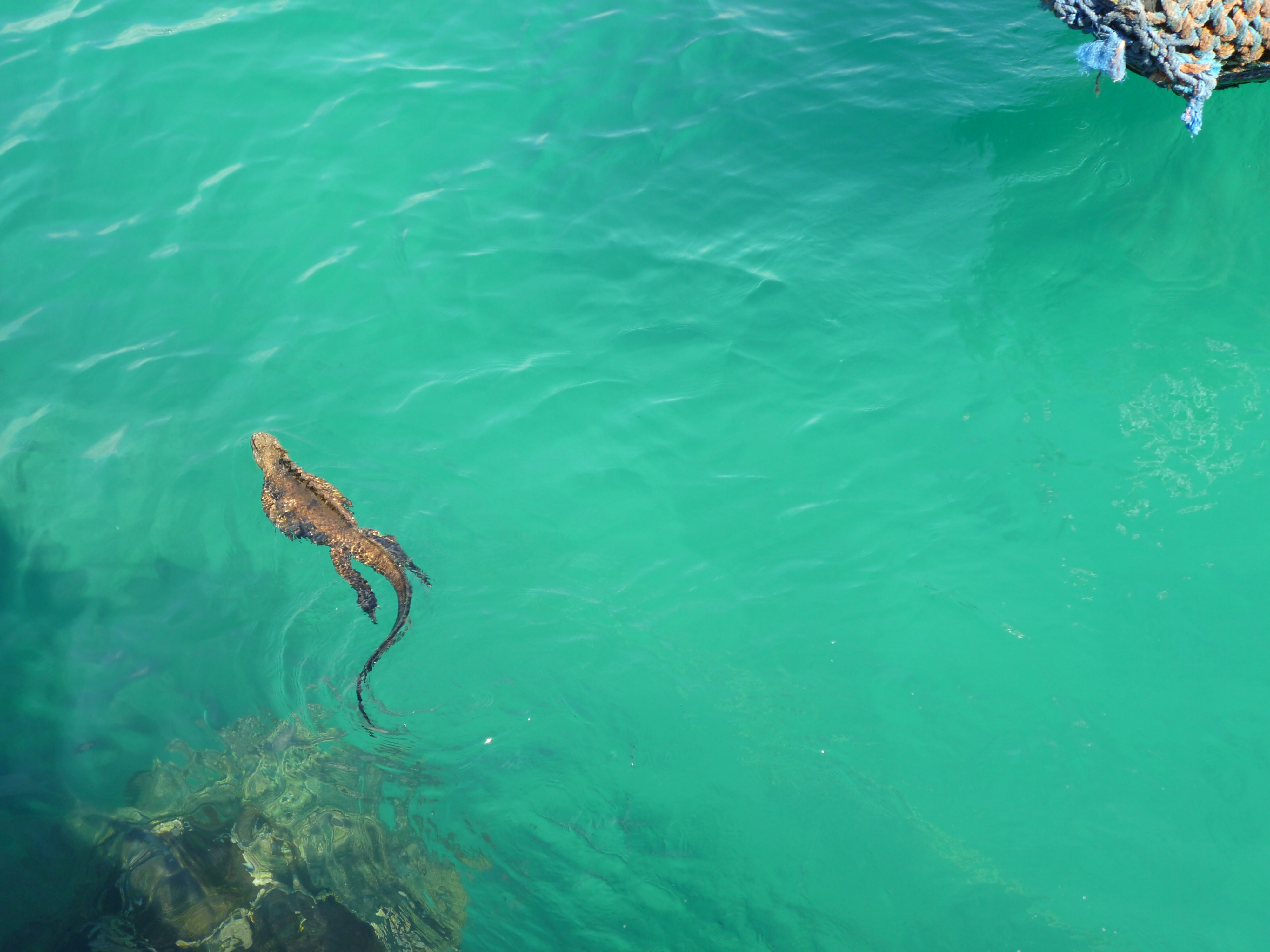
Amblyrhynchus cristatus a Puerto Ayora, Santa Cruz (Galápagos)